# Адана
А́дана, или Адана́ (тур. Adana [a.daˈna]; греч. Άδανα) — город на юге Турции. Административный центр области Адана, расположенный в Средиземноморском регионе Турции на реке Сейхан (лат. Sarus), в 50 км от берега Средиземного моря. Крупный промышленный центр. Развита текстильная, химическая и пищевая промышленность. Имеется метрополитен.

## История

### Ранняя история

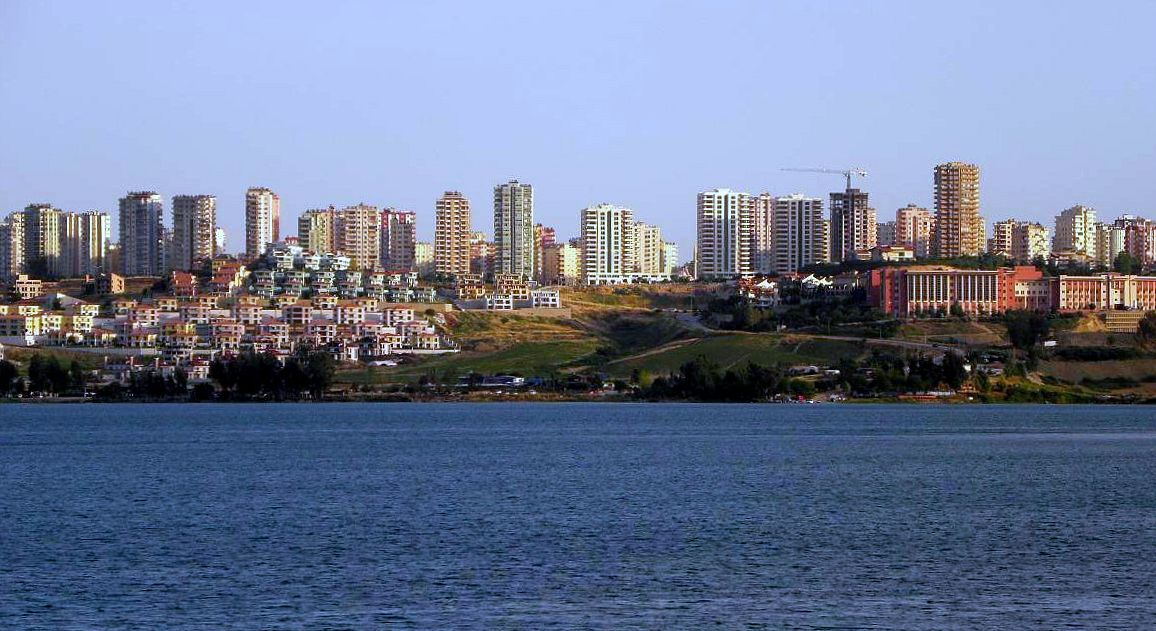
Город Адана и озеро Сейхан

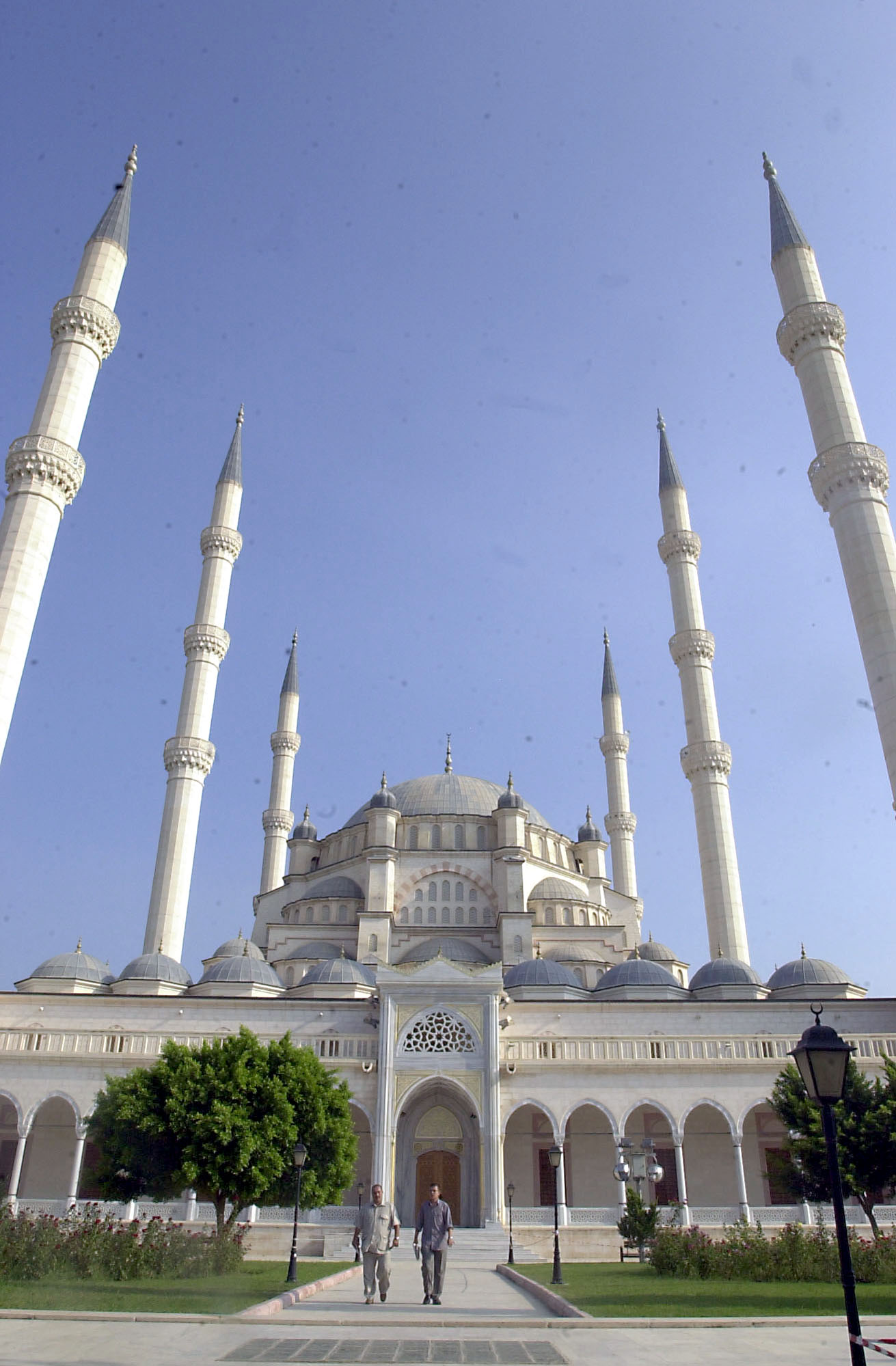
Мечеть Сабанчи в Адане

Появился в Хеттские времена. После падения Хатти стал центром царства Куэ. Позже завоёван Ассирией.
Позже вновь стал независимым, до иранского завоевания в 549 году до н.э. Входил в сатрапию Киликия.После распада Македонской Державы вошёл в состав царства Антигона, после битвы при Ипсе — в состав империи Селевкидов. Позже был под контролем Великой Армении и Римской республики.
В 1080-е годы город был покорён турками-сельджуками. В 1140-е возвращён Византии. Спустя 4 десятилетия ею утерян.

### Средние века
До XIV века входил в состав Киликийского армянского царства. С начала XVI века находится под властью Турции.

### XIX век
В конце XIX века насчитывалось около 24 тысяч жителей, главным образом, армяне, а также греки и турки. Город имел стратегическое значение как ключ к проходам Тавра, находясь на пути между Сирией и Малой Азией и вёл значительную торговлю, чему содействовала глубина реки, по которой нагруженные суда подходили к самому городу.

### Современное положение
6 февраля 2023 года город стал одним из эпицентров мощного землетрясения.

## Административно-территориальное деление
В состав города Адана входят районы ила Адана: Карайсалы, Сарычам, Сейхан, Чукурова, Юрегир.

## Климат
Адана имеет типичный средиземноморский климат. Лето жаркое, с редкими осадками, зима мягкая и дождливая. Зимой время от времени бывают заморозки и иногда снегопады.
| Показатель                    | Янв.  | Фев. | Март | Апр. | Май  | Июнь | Июль | Авг. | Сен. | Окт. | Нояб. | Дек.  | Год   |
| ----------------------------- | ----- | ---- | ---- | ---- | ---- | ---- | ---- | ---- | ---- | ---- | ----- | ----- | ----- |
| Средний суточный максимум, °C | 14,7  | 15,9 | 19,1 | 23,5 | 28,2 | 31,7 | 33,8 | 34,6 | 33,1 | 29,0 | 22,5  | 16,7  | 25,2  |
| Средний суточный минимум, °C  | 5,0   | 5,8  | 7,9  | 11,6 | 15,5 | 19,4 | 22,5 | 22,9 | 19,7 | 15,4 | 10,6  | 6,8   | 13,6  |
| Норма осадков, мм             | 110,3 | 90,1 | 65,6 | 52,7 | 46,6 | 21,6 | 6,3  | 4,8  | 15,2 | 43,7 | 73,1  | 120,9 | 650,9 |
| Источник: worldweather.org    |       |      |      |      |      |      |      |      |      |      |       |       |       |

## Население

### Начало XX века
В 1912 году Константинопольский патриархат провел перепись населения в провинции Адана. 
Данные переписи населения:
| Национальность | 1912    | %        |
| -------------- | ------- | -------- |
| Всего          | 490.000 | 100,00 % |
| Армяне         | 205.000 | 41,8 %   |
| Турки          | 78.000  | 15,9 %   |
| Курды          | 70.000  | 14,2 %   |
| Греки          | 40.000  | 8,2 %    |
| Арабы          | 30.000  | 6,1 %    |
| Ассирийцы      | 20.000  | 4,1 %    |
| Черкесы        | 15.000  | 3,1 %    |
| прочие         | 32.000  | 6,5 %    |

| Религиозный состав | 1912    | %        |
| ------------------ | ------- | -------- |
| Всего              | 490.000 | 100,00 % |
| Христиане          | 270.000 | 55,1 %   |
| Мусульмане         | 205.000 | 41,8 %   |
| прочие             | 15.000  | 3 %      |

Армяне были наиболее образованными жителями города и области, играя важнейшую роль в торговле, ремесленном деле, а также в только зарождающейся промышленности.
Перепись 1912 года была проведена после Киликийской резни 1909 года, и Гамидовской резни 1894-1896 годов, в результате которой многие армяне были убиты или покинули регион, а на их место переселили большое число мусульман. 
Так , по данным 1880 года, число армян в Адане составляло 407,000 человек, или более 82% населения.
С момента возникновения армянского вопроса, демографический вес армян стал в Турции вопросом политическим, призванным показать, что армяне составляли лишь незначительное меньшинство среди мусульманского населения.Власти Османской империи при подсчете армян, проводили манипуляции с цифрами. Ежегодником османского правительства (тур. Salname) за 1882 год налог, выплачиваемый немусульманскими мужчинами, был рассчитан в размере 462 870 турецких фунтов, однако согласно тому же ежегоднику совет министров Турции ожидал поступлений от этого налога в два раза больше, что косвенно подтверждает занижение численности немусульманского населения в два раза. Официальная перепись показывала отсутствие армян в некоторых городах, в отношении которых достоверно известно об их наличии. Османская перепись 1907—1908 годов вызывает те же вопросы, что и предыдущая. Раймонд Кеворкян, подробно анализируя демографические данные, полагает, что эта перепись не имела отношения к реальному подсчёту армянского населения и только повторила данные предыдущей переписи, которые, в свою очередь, были занижены в два раза. Но и данные переписи Константинопольского патриархата не являются полными, так как переписчики патриархии не имели доступа ко всем армянонаселённым пунктам, особенно если они контролировались курдскими племенами. Наиболее показательно это для вилайета Диарбакир, армянское население которого, согласно официальным данным, составляло 73 226 человек, согласно подсчётам патриархии — 106 867, а весной 1915 года из вилайета было депортировано 120 000 армян.
Официальная турецкая статистика показывала следующие цифры:
| Национальность | 1893       | %      |
| -------------- | ---------- | ------ |
| Мусульмане     | 341.376    | 86,13% |
| Армяне         | 9          | 11,3%  |
| Греки          | 6.262      | 1,57%  |
| Болгары        | нет данных |        |
| Евреи          | нет данных |        |
| другие         | 3.912      | 0,98%  |
| Всего          | 396.349    | 100,0% |

| Национальность | 1914    | %        |
| -------------- | ------- | -------- |
| Мусульмане     | 341.903 | 84,72%   |
| Армяне         | 52.650  | 13,08 %  |
| Греки          | 8.974   | 2,2 %    |
| Всего          | 403.527 | 100,00 % |

Французский верховный комиссариат в Сирии и Киликии за 1920 год даёт следующую картину национального состава населения Аданы:
| Национальность | 1920    | %        |
| -------------- | ------- | -------- |
| Всего          | 318.000 | 100,00 % |
| Армяне         | 120.000 | 37.7 %   |
| Арабы          | 100.000 | 31.4 %   |
| Курды          | 30.000  | 9.4 %    |
| Греки          | 28.000  | 8,8 %    |
| Турки          | 20.000  | 6.3 %    |
| Черкесы        | 15.000  | 4.7 %    |
| Ассирийцы      | 5.000   | 1.6 %    |

### Современное положение
Согласно переписи населения на 2021 год население составило 2 млн 263 373 чел[28]

## Экономика
В июне 2022 года в Адане найдено месторождение нефти «Cukurova» с запасами 7,5 - 8 млн баррелей стоимостью в 1 млрд долл.

## Известные уроженцы
- Дениз Бурхан — бывший стажер в NASA, астронавт.[17]
- Сердар Гёзюбююк — профессиональный футбольный тренер.[18][19]

Здесь родилась Кокалари Мусина (1917—1983), албанская писательница и политическая деятельница.
- Терзян, Акоп (1879—1915) — армянский писатель.

## Города-побратимы
- Шымкент (Казахстан)
- Дебрецен (Венгрия)[20]
- Беэр-Шева (Израиль)[5]